# ウェスト・ポイント墓地
ウェスト・ポイント墓地 (英：West Point Cemetery) は、ニューヨーク州ウェスト・ポイントの米国陸軍士官学校の敷地内に位置する歴史的墓地である。ハドソン川を見渡す位置にあり、軍の墓地として公式指定を受けた当時は、アメリカ独立戦争の兵士や、1817年より遥か以前のウェスト・ポイント住民のための埋葬地として供された。同地域は、公営墓地に正式指定される1817年以前から「ドイツの平原 (German Flats)」として知られていた。それ以前は、いくつかの小規模な埋葬地が点在し、埋葬場所とされていた。これら小区画の墓や、墓穴の掘削作業中に発見された遺骸は、別の場所へ移された。墓地へ向かう道は1840年に改良工事がなされ、管理人小屋は1872年に建てられた。管理人小屋には墓地管理事務所の他、現在では士官学校の監察官事務所も入居している。墓地内には記念碑がいくつか建っている。例えば、デイド記念碑、士官学校生記念碑、ウッド記念碑、マーガレット・コービン記念碑などである。

## 著名な埋葬者
- ロバート・アンダーソン名誉少将、南北戦争の発端たるサムター要塞の戦いを指揮した北軍士官
- アール・ブレイク（英語版）、陸軍フットボールクラブ（英語版）のヘッドコーチ（1941–1958）、大学フットボール殿堂（英語版）入り
- ジョン・ミルトン・ブラナン（英語版）、北軍将官
- ダニエル・バターフィールド少将、「タップス」の作曲者
- ジョン・ビュフォード少将、北軍の騎兵隊指揮官としてゲティズバーグの戦いの戦場を設定
- ルーシャス・D・クレイ（英語版）大将、「ベルリン空輸の父」
- マーガレット・コービン（英語版）、独立戦争のヒロイン
- ジョージ・アームストロング・カスター少将、リトル・ビッグホーンの戦いの指揮官
- マギー・ディクソン（英語版）、陸軍女性バスケットボールクラブのヘッドコーチ、在任中の2006年に急逝
- ジョージ・ワシントン・ゲーソルズ少将、「パナマ運河の建造者」
- フレデリック・デント・グラント（英語版）少将、ユリシーズ・S・グラント大統領の息子
- ハワード・ドウェイン・グレイヴズ（英語版）中将、米国陸軍士官学校長
- イーサン・アレン・ヒッチコック（英語版）少将、米墨戦争従軍者、南北戦争時の大統領特別顧問
- ラナルド・S・マッケンジー准将、南北戦争従軍者、インディアン戦争中のバッファロー・ソルジャーの指揮官
- マーティン・マー・ジュニア（英語版）二等曹長、長らく士官学校の体育担当教官を務めた。映画『長い灰色の線』の中心人物。
- ミッキー・マーカス（英語版）大佐、イスラエル初の将軍、他国の旗の下で戦死して当墓地に埋葬された、唯一の米国人
- ウェズリー・メリット（英語版）少将、南北戦争従軍者、在フィリピン軍政府長官
- ブライアント・E・ムーア（英語版）少将、朝鮮戦争時の第9軍団、第二次世界大戦時の第8歩兵師団、「ブルー・デビルズ (青い悪魔)」「ティンバーウルヴズ (Timberwolves：森の狼)」
- アレグザンダー・パッチ（英語版）大将、米国第7軍の指揮官
- トマス・H・ルーガー（英語版）少将、南北戦争従軍者、米国陸軍士官学校長
- ウィンフィールド・スコット中将、将官位最長在任者
- ジョージ・サイクス（英語版）少将、南北戦争指揮官
- シルヴァヌス・セイヤー（英語版）准将、厳しい教練の遂行を指示し「米国陸軍士官学校の父」として知られる
- ジョン・T・トンプソン准将、トンプソン・サブマシンガンを開発
- ドミニク・トラント（英語版） 海軍少尉、アイルランドのコーク出身、第9マサチューセッツ歩兵連隊兵士、1782年にウェスト・ポイントで死去。彼の墓は、同墓地内で最古の墓である
- セオドア・S・ウェストハウシング（英語版）大佐、2005年にイラク戦争で戦死した最高位の将官、「イラク多国籍安全保障移行司令部」
- ウィリアム・ウェストモーランド将軍、陸軍参謀総長、米国陸軍士官学校長
- E・H・ホワイト2世中佐、宇宙遊泳をした初の米国人、1967年1月27日にアポロ1号の火災で死亡
- エリエイザ・D・ウッド（英語版）名誉中佐、ウェスト・ポイント卒業生初の戦死者にして初のウェスト・ポイント埋葬者
- ノーマン・シュワルツコフ大将、アメリカ中央軍司令官を務めた、湾岸戦争において多国籍軍の事実上の総司令官

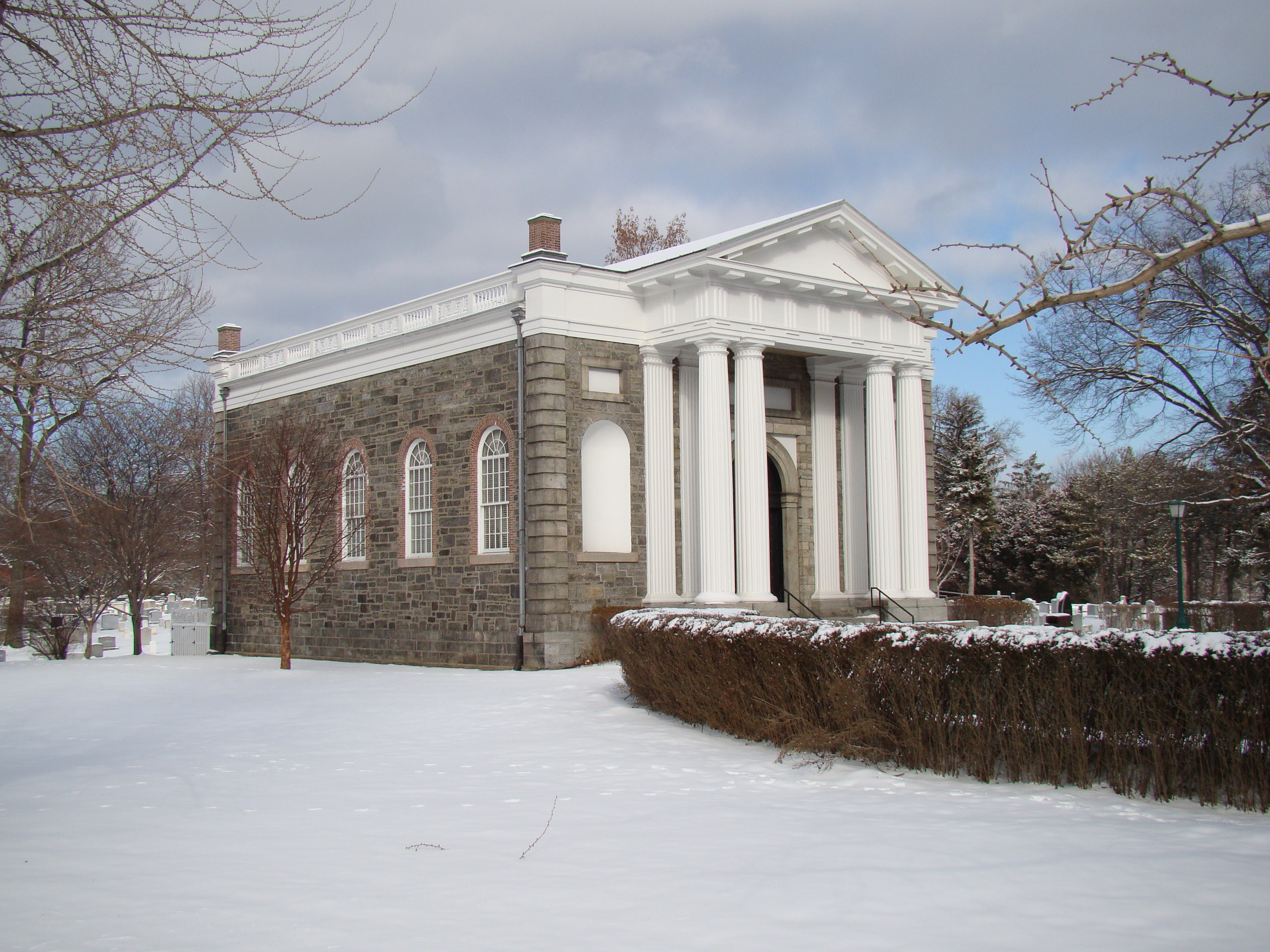
墓地への入り口に位置する士官学校生礼拝堂
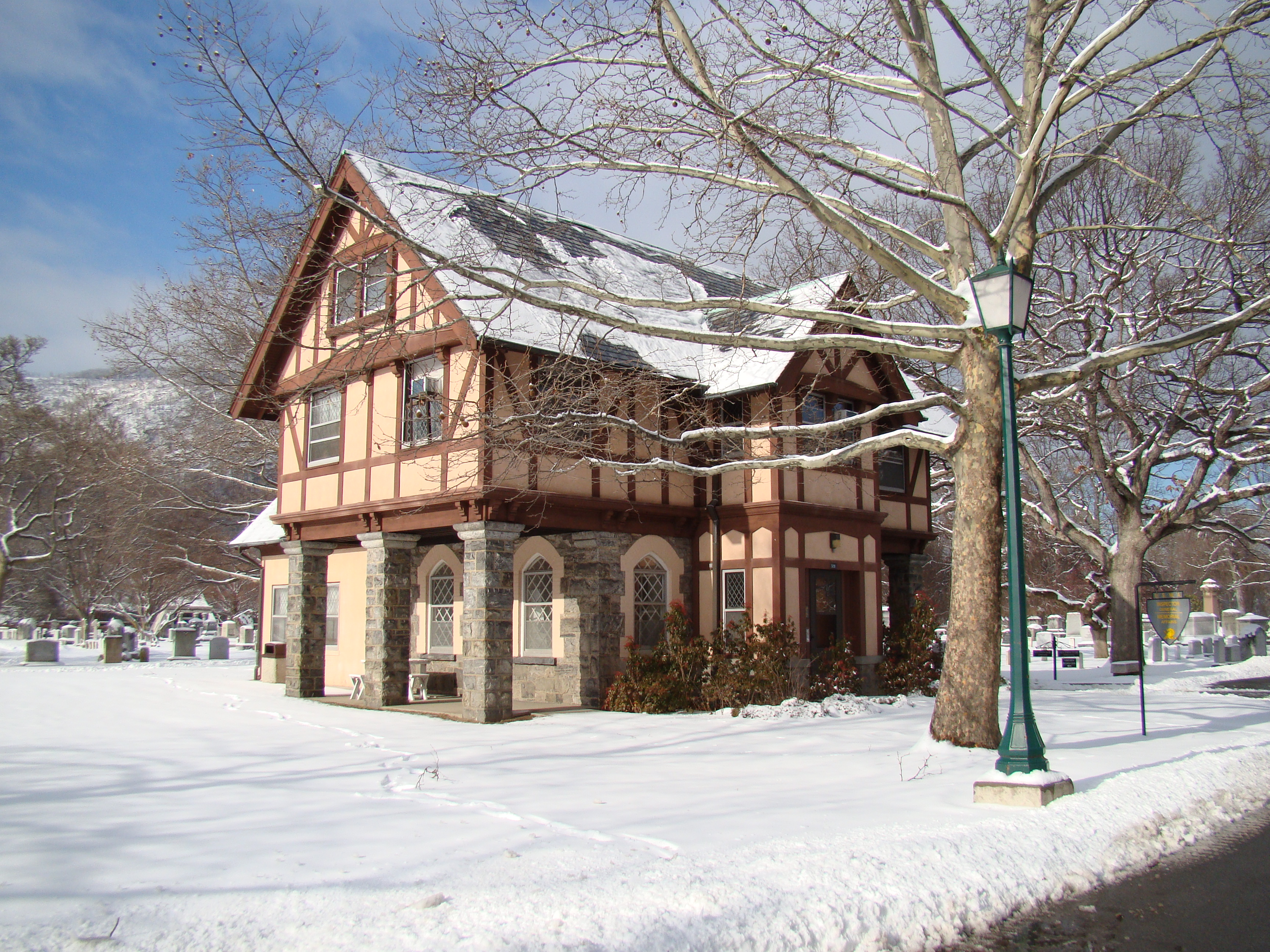
管理人小屋